# Referendo sobre a independência da Eritreia em 1993
O referendo sobre a independência da Eritreia em 1993 foi realizado na Eritreia entre 23 e 25 de abril de 1993. O resultado foi de 99,83% a favor, com uma participação de 98,5%. A independência foi declarada em 27 de abril.

## Conduta
A Missão de Observação das Nações Unidas para a Verificação do Referendo na Eritreia (UNOVER) foi estabelecida de acordo com a resolução 47/114 da Assembleia Geral de 16 de dezembro de 1992 e durou até 25 de abril de 1993.  Os objetivos da missão foi verificar a imparcialidade do referendo, relatar reivindicações de irregularidades e verificar a contagem, computação e anúncio dos resultados.
O referendo foi concluído dentro do orçamento e foi considerado livre e justo.

## Resultados
| Opção                                                            | Votos     | %     |
| ---------------------------------------------------------------- | --------- | ----- |
| Favorável                                                        | 1.100.260 | 99.83 |
| Contra                                                           | 1,822     | 0.17  |
| Votos inválidos / em branco                                      | 328       | -     |
| Total                                                            | 1.102.410 | 100   |
| Eleitores registrados / afluência                                | 1.173.706 | 98.52 |
| Fonte: «African Elections Database». africanelections.tripod.com |           |       |